# Бројшвикерсхајм
Бројшвикерсхајм (фр. Breuschwickersheim) насеље је и општина у источној Француској у региону Алзас, у департману Доња Рајна која припада префектури Стразбур Кампањ.
По подацима из 2011. године у општини је живело 1276 становника, а густина насељености је износила 252,17 становника/km². Општина се простире на површини од 5,06 km². Налази се на средњој надморској висини од 160 метара (максималној 211 m, а минималној 153 m).

## Демографија
| 1962. | 1968. | 1975. | 1982. | 1990. | 1999. | 2011. |
| ----- | ----- | ----- | ----- | ----- | ----- | ----- |
| 547   | 630   | 1.103 | 1.183 | 1.098 | 1.090 | 1.276 |

График промене броја становника у току последњих година